# Gradec (Vrapcsiste)
Gradec (macedónul: Градец, albánul Gradeci) település Észak-Macedóniában, a Pologi körzet Vrapcsistei járásában.

## Népesség
2002-ben 4 555 lakosa volt, akik közül 4 535 albán, 7 macedón, 4 bosnyák és 9 egyéb.